# Monoophorum triste
Monoophorum triste är en plattmaskart. Monoophorum triste ingår i släktet Monoophorum och familjen Pseudostomidae. Inga underarter finns listade i Catalogue of Life.